# Olio di hashish

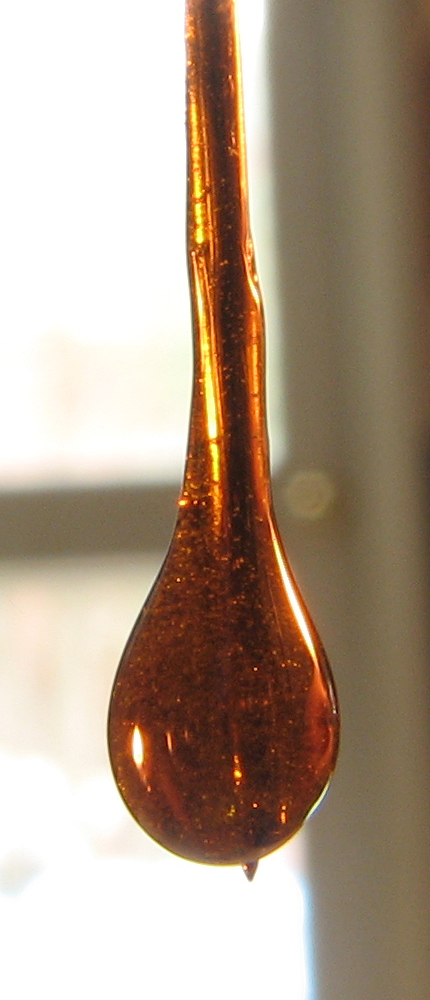
Goccia di olio di hashish

L'olio di hashish è una matrice resinosa di cannabinoidi prodotta dall'estrazione con solvente della pianta di cannabis. È un prodotto concentrato a elevato contenuto di THC, che varia generalmente tra il 40% e il 90%. È solitamente scuro con tonalità giallo-dorate 
Il miele di cannabis è invece uno specifico tipo di olio di hashish estratto tramite butano.

## Utilizzi
L'olio di hashish può essere consumato in vari modi: per via orale, tramite vaporizzatore o fumato.